# Katarisme
El katarisme (en castellà, Katarismo) és una tendència política boliviana que rep el nom del dirigent indígena del segle xviii Túpac Katari. El seu plantejament, juntament amb l'indianisme, són la base ideològica i organitzativa dels processos d'emergència indígena desenvolupats des de la dècada de 1970 i tenen el seu punt culminant en les mobilitzacions contra les polítiques neoliberals dels anys 2000 al 2005, que van portar a la presidència de Bolívia al dirigent cocaler Evo Morales. Els plantejaments indianistes i kataristes han estat parcialment incorporats en la Constitució política de l'Estat bolivià del 2009 i en el discurs oficial del Govern de Morales, formulats com el «viure bé» i l'«Estat plurinacional», si bé els plantejaments plens del katarisme mai no han arribat a dur-se a terme.

## Història

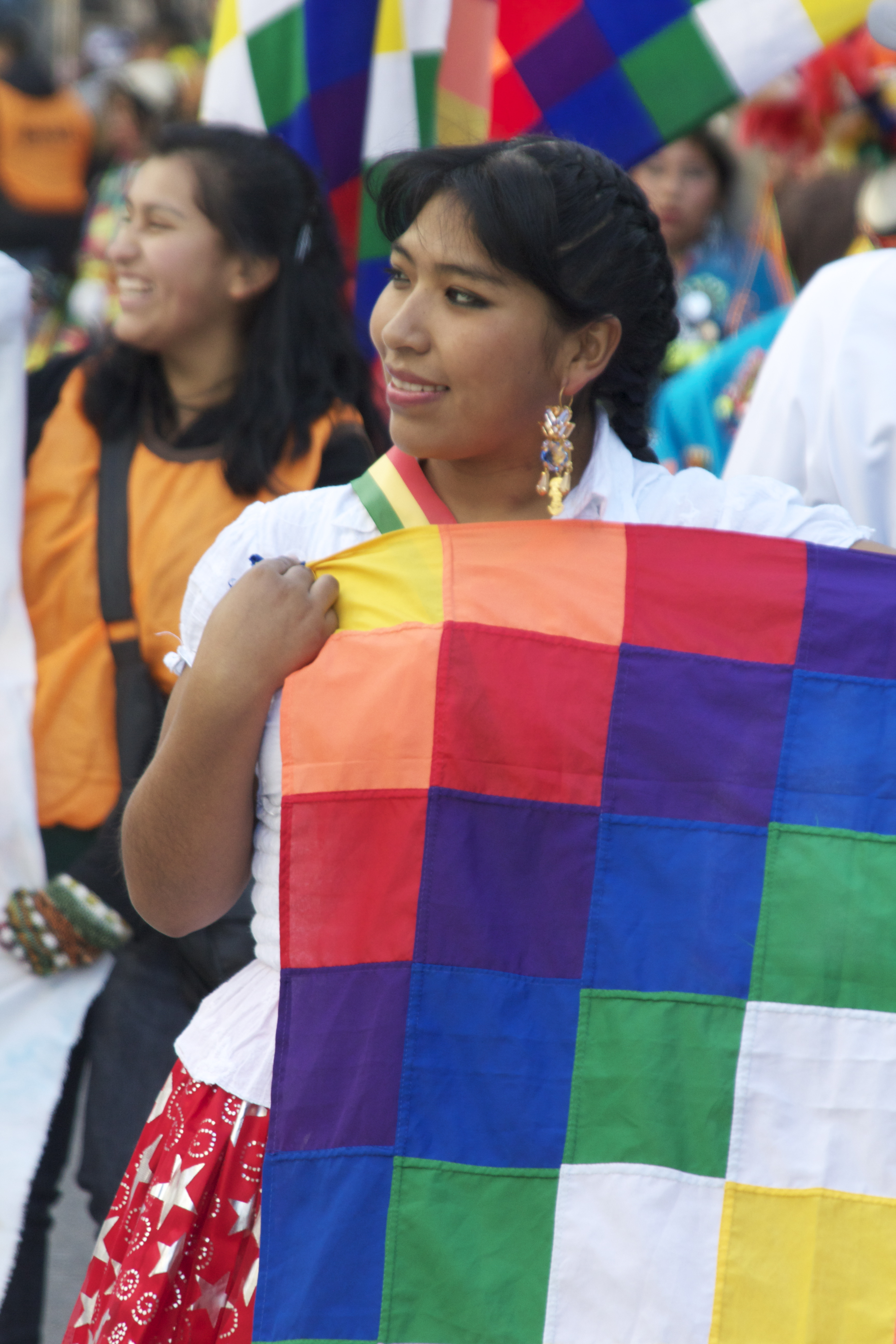
Desfilada de bolivians a l'Argentina. Diversos participants porten la bandera wiphala.

El moviment katarista va començar a articular-se públicament a inicis dels anys 1970 recuperant la identitat política del poble aimara. El moviment es va centrar en els punts del llegat colonial que han persistit en les societats llatinoamericanes després dels processos d'independència i en el fet que la població indígena constitueix la majoria demogràfica (i així essencialment, política) a Bolívia. El katarisme fa visible la doble opressió dels pobles indígenes de Bolívia, les de classe (en el sentit econòmic marxista) i opressió ètnica.
La reforma agrària del 1953 va facilitar l'accés als estudis universitaris a un grup de joves aimara que començarien a desenvolupar les bases del moviment a La Paz en els anys 60. Estaven inspirats en la retòrica de la revolució nacional així com per Fausto Reinaga, escriptor i fundador del Partit Indi de Bolívia. El grup va crear el Moviment Universitari Julián Apaza, MUJA, organitzat entorn de demandes culturals com l'educació bilingüe. El seu principal líder va ser Genaro Flores Santos (qui en 1965 va tornar al camp per dirigir la lluita dels camperols). Una altra figura prominent va ser Raimundo Tambo.
En 1971 al Sisè Congrés Nacional Camperol, el congrés de la Confederació Nacional de Camperols, el katarisme va emergir com la major força d'oposició governamental. El 1973, en la massacre de Tolata (on van ser assassinats almenys 13 camperols quítxues), el moviment katarista es va radicalitzar. Després de la massacre, els kataristes van emetre el Manifesto Tiwanaku de 1973 denunciant l'explotació econòmica del seu poble i l'opressió cultural i política. En aquesta visió, la consciència de classe camperola i la consciència ètnica aimara i quítxua eren complementàries perquè veien al capitalisme i al colonialisme com l'arrel de l'explotació.

## Desenvolupament polític

### 1970-1980
El katarisme va aconseguir un important avanç polític a finals dels anys 70 a través del rol que van jugar els seus líders en la Confederació Sindical Única de Treballadors Camperols de Bolívia (CSUTCB). Els kataristes van empènyer al sindicat a comprometre's més amb l'indigenisme. Finalment es va produir una divisió dels kataristes en dos grups: el primer, més reformista, va ser dirigit per Víctor Hugo Cárdenas, qui més tard va ser vicepresident de Gonzalo Sánchez de Lozada, encapçalant els esforços per institucionalitzar un multiculturalisme dirigit per l'estat, un segon grup va articular el camí del nacionalisme aimara creant la branca política del moviment: el Moviment Revolucionari Tupaj Katari (MRTK). Aquest corrent radical del katarisme ha estat representada per Felipe Quispe (més conegut com el Mallku), qui va participar en la fundació de l'Exèrcit Guerriller Tupac Katari en els anys 1980. El grup més tard es convertiria en el MIP (Moviment Indígena Pachakuti), el qual es va posicionar en una crítica oberta al Consens de Washington i va plantejar la unió entorn de la solidaritat ètnica. Quispe va defensar la creació d'un país sobirà nou, la República de Quillasuyo, que porta el nom d'una de les quatre regions de l'antic imperi on els inques van conquistar als aimara. El vicepresident de Bolívia des del 2006, Álvaro García Linera, va ser membre del grup.
L'organització katarista va quedar afeblida institucionalment en els anys 1980, un context on les ONG van començar a apropiar-se dels símbols kataristes. Partits populistes, com Consciència de Pàtria (CONDEPA) també va començar a integrar els símbols kataristes en el seu discurs.

### 1990-actualitat
Després que el Moviment Nacionalista Revolucionari (MNR) va incorporar propostes del katarisme al seu programa durant la campanya electoral de 1993, altres partits van fer el mateix, destacant-ne el Moviment d'Esquerra Revolucionària.